# Římskokatolická farnost Špičky
Římskokatolická farnost Špičky je územní společenství římských katolíků s farním kostelem sv. Šimona a Judy v děkanátu Hranice. 

## Historie farnosti
První písemná zmínka o obci pochází z roku 1169.

## Duchovní správci
Současným duchovním správcem od září 2012 je jako administrátor excurrendo R. D. Mgr. František Dostál.

## Bohoslužby
| Kostel                   | Místo  | Bohoslužba (den) | Hodina | Poznámka     |
| ------------------------ | ------ | ---------------- | ------ | ------------ |
| kostel sv. Šimona a Judy | Špičky | sobota pondělí   | 18.00  | farní kostel |

## Aktivity ve farnosti
Ve farnosti se pravidelně̟ koná tříkrálová sbírka. V roce 2017 se vybralo 11 275 korun.
V neděli 17. listopadu 2019 požehnal arcibiskup Jan Graubner čtyři nové zvony. ty nahradily prozatímní ocelové zvony, které byly pořízeny místo původní soustavy zvonů zabavených za první a druhé světové války.

Pro farnosti Hustopeče nad Bečvou, Bělotín, Černotín a Špičky vychází každý týden farní časopis Angelus.